# Dolbogene hartwegii
Dolbogene hartwegii là một loài bướm đêm thuộc họ Sphingidae. Nó được tìm thấy ở miền nam Arizona đến México.
Chiều dài cánh trước là 22–26 mm.